# Jesús Ceberio Galardi
Jesús Ceberio Galardi (Hondarribia, 1946) és un periodista espanyol. Va dirigir El País entre 1993 i 2006. És conseller del diari El País i membre del seu comitè editorial. Es va graduar per l'Escola de Periodisme de la Universitat de Navarra (1968), en la qual també va fer estudis de filosofia.
Va iniciar la seva trajectòria professional a Bilbao, al diari El Correo (1970-1976). Va ser també corresponsal del diari Informaciones i redactor-presentador de l'informatiu regional de Televisió Espanyola. Es va incorporar a El País des de la seva fundació el 1976 com a corresponsal i delegat al País Basc. En la seva redacció de Madrid va ser cap del servei de documentació i responsable de l'àrea d'informació local. El 1980 es va fer càrrec de la corresponsalia d'Amèrica Llatina, amb seu a Mèxic, que en una primera etapa cobria també l'hemisferi sud. Durant els seus cinc anys va dedicar especial seguiment a les guerres de l'Amèrica Central (El Salvador, Nicaragua, Guatemala), que Ronald Reagan va convertir en l'escenari més calent de la guerra freda a la dècada dels anys 80. També es va ocupar el 1982 de la primera gran crisi del deute llatinoamericana, que va afectar en cascada a Mèxic, Argentina i Brasil. Al seu retorn va ser nomenat redactor en cap de tancament del diari.
El 1987 va formar part de l'equip que va publicar el setmanari d'informació El Globo, del qual va ser subdirector i director durant l'any 1988. Es va reincorporar a El País com a subdirector de l'edició dominical i va assumir després la subdirecció d'informació i la direcció adjunta el 1991. El novembre de 1993 va ser nomenat director d'El País, càrrec en el qual va romandre fins a maig de 2006. Coincidint amb els 20 anys del diari va llançar el 1996 la primera edició digital del diari a Internet. Durant aquesta etapa es va ampliar la presència del diari a Amèrica Llatina amb una edició que mitjançant acords de cooperació s'imprimeix i distribueix en una desena de països.
Ha estat director general de la divisió de premsa de PRISA des de 2006 fins a 2011, quan va ser nomenat conseller d'edicions d'El País. Va ser guardonat en 2004 amb el Premi Ischia en la categoria de premsa internacional.